# Шагимардан Кашафетдин
Шахимардан Кашафетдин (баш. Шәһимәрҙән Кәшәфетдин; 1864—1920) — башкирский писатель-просветитель.

## Биография и творчество
Происходил из мензелинских башкир.
Получил образование в Мензелинском медресе. Учительствовал в Троицком уезда Оренбургской губернии, Тургайской области.
В 1898 году издал в Казани сборник стихов «Китаб-и Мухиммат аз-заман» («Неотложное дело нашего времени»), который приписывают Г. Аль Булгари. В книге представлены поэтические произведения морально-этического содержания, которые призывают людей к справедливости и к воспитанию в себе добрых человеческих качеств.
Всего под авторством Шахимардана Кашафетдина были изданы 30 книг, в том числе «Ҡиссаи Жәмшид» («Кисса-и Джамшид»; 1889), «Ҡиссаи хикмәт» («Кисса-и хикмет»; 1897), «Ҡиссаи Хатәм Тай» («Кисса-и Хатим Тай»; 1897), «Ҡиссаи Нур батыр» («Кисса-и Нур батыр»; 1898) и других, которые были написаны на сюжеты восточной литературы.
Собрал образцы казахского фольклора и изустной литературы, которые были опубликованы В книгах «Акуал» («Әйтелгән һүҙ-фекерҙәр»; 1897), «Макулат» («Мәҡәл-әйтемдәр йыйынтығы»; 1897), «Манзумат» («Иғтибарға лайыҡ нәмә»; 1898) и других были опубликованы собранные писателем образцы казахского фольклора.